# Agent Spécial Oso
 (septembre 2015).
Si vous disposez d'ouvrages ou d'articles de référence ou si vous connaissez des sites web de qualité traitant du thème abordé ici, merci de compléter l'article en donnant les références utiles à sa vérifiabilité et en les liant à la section « Notes et références ».
Agent Spécial Oso (Special Agent Oso) ou Ourson L'Agent Spéciale au Québéc est une série télévisée américaine en 61 épisodes (réparties en 122 segments) diffusée à partir du 4 avril 2009 sur Playhouse Disney et sur Disney Junior jusqu'au 17 mai 2012.
Au Québec, la série a été diffusée du 5 juillet 2010 au 31 décembre 2015 sur Playhouse Disney télé/Télémagino. 

## Synopsis
Oso est un adorable petit ourson qui apprend à devenir agent secret. Il entraîne les enfants dans des missions spéciales qui les aident à faire des tâches de tous les jours comme ranger leur chambre.

## Fiche technique
- Titre original : Special Agent Oso
- Titre français : Agent Spécial Oso
- Créateur : Ford Riley
- Réalisateur  :
- Musique : Ford Riley
- Sociétés de production : Walt Disney Television Animation et Sunwoo Entertainment
- Format : 480i (4:3 SDTV) - 1080i (16:9 HDTV)
- Langue originale : anglais
- Pays :  États-Unis
- Genre : Série d'animation, Aventure, Action

 Sauf indication contraire, les informations mentionnées dans cette section peuvent être confirmées par la base de données cinématographiques IMDb,  présente dans la section « Liens externes ».

## Distribution

### Voix originales
- Sean Astin : Oso
- Meghan Strange : Pat Pilot
- Gary Anthony Williams : M. Dos
- Phil Lewis : Loupo
- Amber Hood : Dotty

### Voix françaises
- Christophe Hespel : Oso
- Audrey d'Hulstère : Pat Pilot
  - Barbara Beretta : Pat Pilot (chant)
- Laurent Vernin : M. Dos
- Pablo Andres : Loupo
- Stéphane Flamand : Dotty
- Didier Colfs : Pivercoptère
- Olivier Podesta : chansons
- Olivier Constantin : Chanteur générique

### Voix québécoises
- Hugolin Chevrette-Landesque : Ourson
- Anne Dorval : Guide Palmier
  - Éveline Gélinas : Guide Palmier (chant)
- Widemir Normil : M. Dos
- Nicholas Savard L'Herbier : Loupier
- Viviane Pacal : Rusée
- Patrick Chouinard : Tourbillon
- François Godin : R.R. Rapide
- Pierre Lapointe : Chanteur générique

 Source et légende : version française (VF) sur RS Doublage

## Épisodes

### Saison 1 (2009-2010)
1. Bons baisers à mamie / La petite fille aux fleurs d’or
2. Permis de ranger / Au service spécial de sa salade

### Saison 2 (2010-2012)
1. Rien que pour un sandwich / Opération muffin (VO : Quantum of Sandwich / Thunder Muffin).
2. Permis de conduire / Rien que pour ton lit (VO : Dr. Go / For Your Bed Only).
3. Plier et laisser voler / Le ballon qu’elle aimait (VO : Another Way to Fly / A View to a Ball).
4. Bons baisers de Chine / Opération basket (VO : From China With Love / Thunderbasket).
5. Rouler c’est bien jouer / Le garçon aux crayons de couleur (VO : Goldscooter / The Boy With the Coloring Crayons).
6. (VO : Goldputter / Live and Leaf Rub).
7. Jus de fruit royal / Rien que pour ton nez (VO : Dr. Juice / For Your Nose Only).
8. Au service secret de Madeline / Les chaises ne suffisent pas (VO : The Man With the Golden Retriever / The Chairs Are Not Enough).
9. Couleurs royales / Rien que pour vos mains (VO : Colors Royale / Cleanfingers).
10. Opération masque / Halloweenement vôtre (VO : A View to a Mask / Pumpkin Eyes).
11. Festivement vôtre (VO : The Living Holiday Lights).
12. Opération ange de neige / Docteur Neige (VO : For Angels With Snow / Dr. Snow).
13. Permis de glisser / Les flocons sont éternels (VO : License to Sled / Snowflakes Are Forever).
14. (VO : Dr. Throw / Nobody Plays « It » Better).
15. Au service du vieux Mc Donald / On ne claque que deux doigts (VO : On Old MacDonald’s Special Song / Snapfingers).
16. Permis de saucer / Les vêtements sont éternels (VO : Quantum of Sauce / The Girl With the Folded Clothes).
17. Opération main verte / Rien que pour s’endormir (VO : Greenfinger / For Sleepy Eyes Only).
18. Vivre et laisser guérir / L’homme au poisson d’or (VO : Live and Let Heal / GoldenFish).
19. Opération tamales / Pinata royale (VO : For Tamales With Love / Pinata Royale).
20. Se perdre n’est pas jouer / Dangereusement vrai (VO : Lost and Get Found / A View to the Truth).
21. Permis de commander / Les bonnes manières sont éternelles (VO : License to Order / Table Manners Are Forever).
22. Exercice d’incendie royal / Opération ceinture (VO : A View to a Fire Drill / Thunderbelt).
23. Permis de réconforter / On ne vote qu’une fois (VO : License to Cheer Up / You Only Vote Once).
24. Céleri royal / Bois un autre jour (VO : Quantum of Celery / Drink Another Day).
25. Rien que pour vos œufs (VO : Dye Another Egg / Dr. Skip).
26. (VO : For Your Hands Only / Thunderbeam).
27. Les amis sont éternels / Rien que pour l’école (VO : Best Friends Are Forever / For School Days Only).
28. Le garçon au ballon d’or / Balaie un autre jour (VO : A View to a Goal / Sweep Another Day).
29. Stop danse royale / Le garçon au grand château-fort (VO : Freeze Dance Royale / The Boy With the Cardboard Fort).
30. Opération éventail / Relie un autre point (VO : Goldfanner / Connect Another Dot).
31. Permis de partager / Vivre et rester poli (VO : License to Share / Live and Be Polite).
32. L’homme aux outils d’or (VO : The Manny with the Golden Bear).
33. Marionnette royale / Les costumes sont éternels (VO : Sock Puppet Royale / Costume of Solace).
34. Le baseball est éternel / Rien que pour s’amuser (VO : Diamonds Are for Baseball / Tomorrow Never Ducks).
35. La jeune fille qui me gardait / Toilettes royales (VO : The Sitter Who Watched Me / Potty Royale).
36. Opération mini (VO : Thundersmall).